# Агрба, Харитон Даурович
Харитон Даурович Агрба (род. 22 октября 1995, Гагра, Абхазия) — российский боксёр-профессионал, абхазского происхождения, выступающий в первой полусредней, в полусредней, и в первой средней весовых категориях. Мастер спорта России международного класса, серебряный призёр Европейских игр (2019), двукратный серебряный призёр чемпионата России (2017, 2018), многократный победитель и призёр международных и национальных турниров в любителях. Победитель командного полупрофессионального турнира «Лига бокса. Интерконтинентальный Кубок» (2022).
Среди профессионалов действующий чемпион Европы по версии IBF European (2021—н. в.), чемпион Евразии по версии EBP (2021—н. в.), бывший чемпион Континента по версии WBA Continental (2020—2021) в 1-м полусреднем весе. И бывший чемпион Карибского региона по версии WBA Fedecaribe (2020—2021) в полусреднем весе.
Лучшая позиция по рейтингу BoxRec — 22-я (апрель 2024) и являлся 1-м среди российских боксёров суперлёгкой весовой категории, — входя в ТОП-25 лучших суперлёгковесов всей планеты.

## Биография
Родился 22 октября 1995 года в городе Гагра, в Абхазии и прожил там пять детских лет. Позже вместе с семьёй переехал на постоянное место жительство в город Волгодонск, в Ростовской области России. Какое-то время учился в гимназии № 5, потом в лицее № 24. Но доучивался в школе № 11.
После окончания школы поступил в Ростовский государственный экономический университет (РИНХ), после окончания которого получил диплом бакалавра.

## Любительская карьера
В секцию бокса попал в возрасте 10 лет, первым тренером был Николай Петрович Тимофеев.
В 2017 году взял серебро на Чемпионате России, тем самым попал в национальную сборную страны. В настоящее время является мастером спорта международного класса, двукратный серебряный призер чемпионата страны 2017—2018 год.
В феврале 2018 года стал победителем в весе до 69 кг престижного международного турнира «Странджа» проходившем в Софии (Болгария), где в полуфинале победил казаха Канагата Маралова, и в финале победил опытного иранца Саджада Каземзаде.
В 2019 году тренерский штаб сборной России принял решение включить Харитона Агрбу в состав сборной России на Европейских играх в Минске. Где он завоевал серебряную медаль, уступив в финале британцу Пэту Маккормаку.

## Профессиональная карьера
13 декабря 2019 года во Владикавказе (Россия) у Харитона состоялся дебютный бой на профессиональном ринге в полусреднем весе, в котором он победил единогласным решением судей (счёт: 60-54 — трижды) небитого соотечественника Шохруха Абдиева (7-0-1).
24 декабря 2021 года в Москве (Россия) досрочно техническим нокаутом в 3-м раунде победил опытного соотечественника Пётра Петрова (42-6-2), и завоевал вакантный титул чемпиона Европы по версии IBF European в 1-м полусреднем весе.
22 февраля 2022 года в Москве досрочно техническим нокаутом в 3-м раунде победил опытного колумбийца Брайама Рико (15-3).
31 мая 2022 года в Москве победил не имеющего поражений Увака Узляна (5-0-1). На протяжении всего боя Агрба был точнее и эффективней. После десяти раундов судьи единогласно отдали победу Агрбе 100-90 (трижды).
В июне 2022 года в составе команды Сборной России стал победителем коммерческого командного Интерконтинентального Кубка «Лига бокса» прошедшего в Москве, и организованного букмекерской компанией «Лига Ставок» и телеканалом «Первый канал». Кубок прошёл по полупрофессиональным правилам: проходили 4-х раундовые бои по профессиональным правилам, но в мягких любительских боксёрских перчатках. Агрба участвовал во всех четырёх турнирах этого Кубка выступая в весе до 68 кг, и победил единогласным решением судей венесуэльца Мичела Маркано из команды Америки, также победил единогласным решением судей намибийца Бенхарда Бернарда из команды Африки и дважды победил единогласным решением судей узбека Бобо-Усмона Батурова из команды Азии.
19 ноября 2022 года в Екатеринбурге на RCC Boxing Promotions досрочно победил экс-чемпиона мира в первом полусреднем весе намибийца Джулиуса Индонго (24-6). Российский боксер с начала 10-го раунда начал оказывать давление, хоть намибиец и хорошо двигался, но активности в атаке не было. В третьем раунде Харитон попал сопернику мощным апперкотом после чего тот не смог подняться.
7 марта 2023 года в Екатеринбурге на турнире RCC Boxing Promotions одержал победу нокаутом в шестом раунде над южноафриканцем Принцем Дломо (16-11-1). С начала боя сразу бросилась в глаза активность Агрбы. В 5 раунде африканец три раза оказывался в нокдауне, но мужественно продолжал бой. В 6-м раунде после очередного падения рефери остановил бой.
28 апреля 2023 года в Душанбе (Таджикистан) победил местного боксера Мирзакамолома Нематова (9-2) отказом от продолжения поединка в 4 раунде. Победа не пошла в рекорд Boxrec.
8 сентября 2023 года в Челябинске (Россия) досрочно победил панамца Александра Дюрана (21-1). Агрба владел явным преимуществом по ходу всей дистанции, был точнее и вел бой. Перед последним 10-м раундом панамец отказался от продолжения боя.
15 декабря 2023 года в Казахстане провел показательный бой в весе до 67 кг в рамках «Ночь чемпионов IBA», где ему противостоял финалист чемпионата мира-2023 Дулат Бекбауов. Поединок продлился все шесть раундов и завершился победой Агрба раздельным решением судей со счетом 2:1.
10 февраля 2024 года в Екатеринбурге победил Вагу Саруханяна (20-3-2) отказом угла соперника после 8-го раунда ввиду сильного рассечения. На момент остановки на картах судей лидировал Агрба: 74-78, 73-79, 73-79.
3 марта 2024 года в рамках Всемирного фестиваля молодежи на федеральной территории Сириус (поселок Сириус, Краснодарский Край) состоялась «Ночь чемпионов IBA» в рамках которой победил мексиканца Хосе Мигель Боррего (20-4, 17 КО). Бой продлился все 10 раундов и закончился победой Агрбы по очкам — 100:90, 99:91, 100:90. Благодаря этой победе он стал обязательным претендентом на чемпионский пояс IBA в весовой категории до 67 кг.

## Статистика профессиональных боёв
В таблице перечислены результаты всех поединков боксёров.
В каждой строке указан результат поединка. Дополнительно номер поединка обозначен цветом, который обозначает итог поединка. Расшифровка обозначений и цветов представлена в нижеследующей таблице.
| Пример | Расшифровка                     |
| ------ | ------------------------------- |
|        | Победа                          |
|        | Ничья                           |
|        | Поражение                       |
|        | Планируемый поединок            |
|        | Поединок признан несостоявшимся |
| КО     | Нокаут                          |
| ТКО    | Технический нокаут              |
| PTS    | Решение судей (по очкам)        |
| UD     | Единогласное решение судей      |
| MD     | Решение большинства судей       |
| SD     | Раздельное решение судей        |
| RTD    | Отказ от продолжения боя        |
| DQ     | Дисквалификация                 |
| NC     | Поединок признан несостоявшимся |

| 13 поединков, 13 побед (9 нокаутом). | 13 поединков, 13 побед (9 нокаутом). | 13 поединков, 13 побед (9 нокаутом). | 13 поединков, 13 побед (9 нокаутом). | 13 поединков, 13 побед (9 нокаутом).                 | 13 поединков, 13 побед (9 нокаутом). | 13 поединков, 13 побед (9 нокаутом).                                                                                  |
| Бой                                  | Рекорд                               | Дата боя                             | Соперник                             | Место проведения боя                                 | Раундов, время                       | Дополнительно |
| ------------------------------------ | ------------------------------------ | ------------------------------------ | ------------------------------------ | ---------------------------------------------------- | ------------------------------------ | --- |
| 12                                   | 12-0                                 | 8 сентября 2023                      | Александр Дюран (21-1)               | ДС «Трактор», Челябинск, Челябинская область, Россия | (8)                                  | Счет перед 10-м раундом:90-81 (трижды)                                                                                |
| …                                    |                                      |                                      |                                      |                                                      |                                      | |
| 9                                    | 9-0                                  | 31 мая 2022                          | Авак Узлян (5-0-1)                   | УСК «Крылья Советов», Москва, Россия                 | UD 10 (10)                           | Счёт: 100-90 (трижды). Завоевал вакантный титул чемпиона Евразии по версии EBP в 1-м полусреднем весе.                |
| 8                                    | 8-0                                  | 22 февраля 2022                      | Брайам Рико (15-3)                   | УСК «Крылья Советов», Москва, Россия                 | TKO 3 (10), 1:04                     | |
| 7                                    | 7-0                                  | 24 декабря 2021                      | Пётр Петров (42-6-2)                 | УСК «Крылья Советов», Москва, Россия                 | TKO 3 (10), 2:50                     | Завоевал вакантный титул чемпиона Европы по версии IBF European в 1-м полусреднем весе.                               |
| 6                                    | 6-0                                  | 11 октября 2021                      | Андрей Маик (7-0)                    | ДС «Салават Юлаев», Уфа, Россия                      | RTD 5 (10), 3:00                     | |
| 5                                    | 5-0                                  | 20 марта 2021                        | Хелбер Рохас (13-3-2)                | ДС «Мегаспорт», Москва, Россия                       | TKO 2 (10), 2:30                     | |
| 4                                    | 4-0                                  | 22 августа 2020                      | Сослан Тедеев (20-1)                 | КРК «Пирамида», Казань, Татарстан, Россия            | UD 10 (10)                           | Счёт: 100-90 (трижды).                                                                                                |
| 3                                    | 3-0                                  | 15 июня 2020                         | Манук Диланян (11-3-1)               | УСК «Крылья Советов», Москва, Россия                 | UD 10 (10)                           | Счёт: 100-90 (трижды). Завоевал вакантный титул чемпиона Континента по версии WBA Continental в 1-м полусреднем весе. |
| 2                                    | 2-0                                  | 7 февраля 2020                       | Флавио Сезар Рамос (8-3-3)           | Arena Roberto Duran, Панама, Панама                  | RTD 3 (8), 3:00                      | Завоевал титул чемпиона Карибского региона по версии WBA Fedecaribe в полусреднем весе.                               |
| 1                                    | 1-0                                  | 13 декабря 2019                      | Шохрух Абдиев (7-0-1)                | Манеж, Владикавказ, Северная Осетия, Россия          | UD 6 (6)                             | Счёт: 60-54 (трижды). Дебют в профессиональном боксе.                                                                 |

## Личная жизнь
Любит посмотреть хорошее кино. Любит хоккей и отдых на природе. Чтение книг.

## Спортивные достижения

### Любительские
- Чемпионат России по боксу 2017 года — ;
- Чемпионат России по боксу 2018 года — ;
- Европейские игры 2019 года — .

### Профессиональные
- 2020 — 2021 —  Чемпион по версии WBA Fedecaribe в полусреднем весе.
- 2020 — 2021 —  Чемпион по версии WBA Continental в 1-м полусреднем весе.
- 2021 — н. в. —  Чемпион Европы по версии IBF European в 1-м полусреднем весе.
- 2021 — н. в. —  Чемпион Евразии по версии EBP[англ.] в 1-м полусреднем весе.